# Lasioglossum disclusum
Lasioglossum disclusum är en biart som först beskrevs av Cockerell 1914.  Lasioglossum disclusum ingår i släktet smalbin, och familjen vägbin. Inga underarter finns listade i Catalogue of Life.

## Bildgalleri

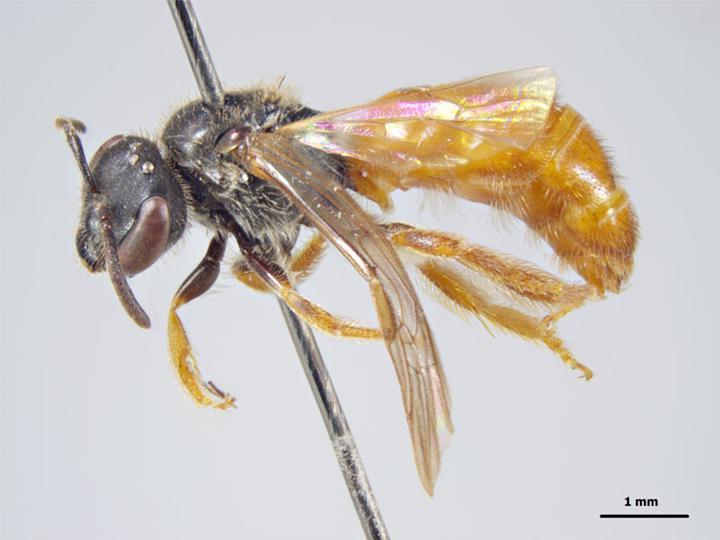
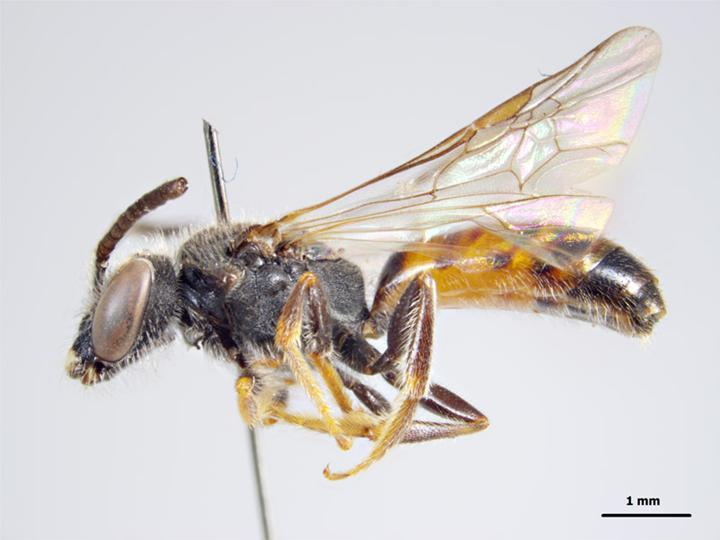